# Dogana (Civitella Paganico)
Dogana è una frazione del comune italiano di Civitella Paganico, nella provincia di Grosseto, in Toscana.

## Geografia fisica
Il borgo di Dogana è situato lungo la Valle dell'Ombrone, ad un'altezza di 206 metri di altitudine sul dorso di una collina, nei pressi del fiume Lanzo e della strada provinciale che collega Paganico con Casal di Pari, vecchio collegamento tra le città di Grosseto e Siena prima della costruzione della E78. Nei pressi della frazione, a circa due chilometri, vi si trova un lago.

## Storia
La frazione di Dogana è un caratteristico borgo rurale di origine cinquecentesca, anche se un insediamento primitivo era già presente a partire dall'Alto Medioevo, come dimostrano alcuni ritrovamenti di ossa, metalli e ceramiche nei pressi del borgo. La località fu scelta dalla Dogana dei Paschi di Siena come accesso alla Maremma grossetana e fino al 1776 i pastori dovevano pagare l'erbatico al Monte dei Paschi. Difatti il toponimo Dogana è sopravvissuto, estendendosi a tutto il borgo che via via andava formandosi. La frazione ebbe particolare vivacità nel periodo tra la fine del XIX e l'inizio del XX secolo, finché nel dopoguerra non venne realizzata la chiesa di Maria Bambina, edificio in stile neoromanico. Successivamente agli anni settanta il borgo ha sofferto un forte spopolamento che ha diminuito la popolazione residente a soltanto 38 unità.

## Monumenti e luoghi d'interesse

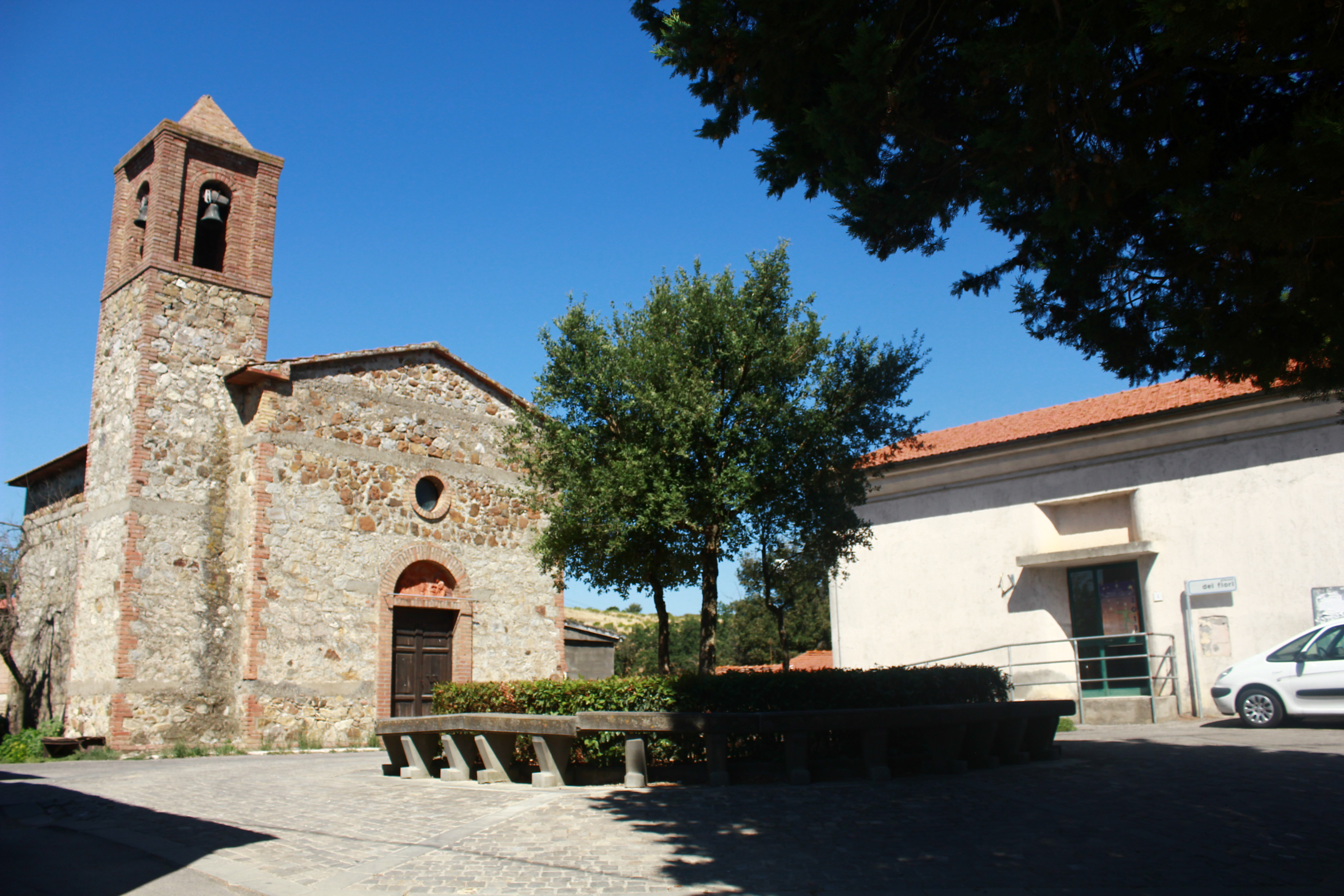
La piazza dei Fiori

- Chiesa di Maria Bambina, edificio di culto della frazione situato in piazza dei Fiori, si presenta come una chiesa di stile neoromanico in pietra e mattoni, realizzata tra il 1955 e il 1956. La semplice facciata a capanna è decorata da un piccolo rosone e da un timpano con scolpite immagini bibliche, mentre sul fianco destro si alza il campanile. L'interno è spoglio, fatta eccezione per una scultura raffigurante una Maria infante posta sotto l'altare. Sul portone in legno è stata posta nel giugno 1997 una targa in memoria di Angelo Are, ragazzo di sedici anni residente nella frazione, morto in un incidente stradale,[4] che aveva da poco restaurato di sua iniziativa il portone della chiesa.
- Arco del Borgo, piccolo e caratteristico archetto in pietra che permette l'accesso alla piazza del Borgo.
- Podere Citernone, antico casale rurale situato poco a sud del borgo di Dogana, un tempo villaggio rurale attestato in una carta del 1717 come proprietà dei marchesi Patrizi, che possedevano queste terre dal 1603. Il casale, risalente alla metà del XVII secolo, ha subito delle ristrutturazioni successive al 1825.[5]

## Società

### Evoluzione demografica
Quella che segue è l'evoluzione demografica del centro abitato di Dogana.
| Anno | Abitanti |
| ---- | -------- |
| 1961 | 68       |
| 1981 | 44       |
| 1991 | 35       |
| 2001 | 38       |
| 2011 | 25       |

## Geografia antropica
La frazione si sviluppa intorno a due piazze principali, la piazza dei Fiori, dove si trovano la chiesa e il centro servizi, e la piazza del Borgo, nel nucleo centrale a cui si accede dal caratteristico arco in pietra.
Dogana funge da centro anche per i numerosi casali e poderi sparsi nel territorio, in particolar modo per le borgate rurali di Campo al Pero, Gello Cavallini e Pian dei Grottoni.